# Alfred Bexell
Ernst Gustaf Detlof Alfred Bexell, född 22 november 1831 i Harplinge socken, död 3 maj 1900 i Varberg, var en svensk politiker, riksdagsman och  godsägare. Han var son till prosten och hovpredikanten teologie doktor Justus Gabriel Bexell och Eleonora Kristina von Segebaden.

## Biografi
Fastän han tillhörde en gammal präst- och lärdomssläkt inriktade han sig tidigt på att bli jordbrukare. Redan vid 18 års ålder arrenderade han jordbruket på sin fars prästgård. Senare inköpte han successivt olika hemman i Harplinge socken, som han odlade upp. Härav bildades den 5-600 tunnlands stora egendomen Fjelldalen. Denna såldes och han förvärvade Göingegården i Lindberg och Torstorp i Grimetons socken, som med sina drygt 3 000 tunnland gjorde honom till ägare av ett av Hallands största jordbruk. Som jord- och skogsbrukare blev han känd långt utanför Hallands gränser. 
Vid 32 års ålder valdes han in i Hallands läns landsting och 1884 som riksdagsman i första kammaren. Ämbetsmannaväldet, prästauktoriteten och det militära såg han som ett hot mot folkets frihet. Han var den förste lantman i riksdagen som (1893) motionerade om kravet på allmän rösträtt, det såg han som en förutsättning för utökning av beväringens övningstid. Han var tydlig antimiltarist. Samtidigt var han i tullfrågan en ivrig protektionist, eftersom han menade att tullfrihet skulle skada småböndernas intressen. Han förordade grundskatteavskrivning, var skeptisk mot statskyrkosystemet och fastän han själv som ägare av Torstorps gods innehade patronatsrätten till Grimetons pastorat ville han avskaffa patronatsrätten. I utrikespolitiken ogillade han det wilhelminska Tyskland och interpellerade i riksdagen 1889 angående en eventuell hemlig allians mellan Sverige och Tyska riket. 
Liksom sin farbror Sven Peter Bexell var han mycket intresserad av Hallands kulturhistoria, och började tidigt samla allmogeföremål. 1876 köpte han ett s.k. sydgötiskt högloftshus byggt 1785, en halländsk ryggås- eller bålastuga med två häbbare (dvs. härbärgen) av Jöns Jönsson (f. 1828) från Särdals Kulsegård i Harplinge. Vid köpet var fäst villkoret att denne endast fick behålla de gångkläder han hade på sig – allt annat (möbler, husgeråd, kläder och så vidare) skulle lämnas kvar. I och med detta förvärv – nio år före Artur Hazelius – var Bexell den förste som i Sverige köpte och bevarade ett svenskt bondehem för museala ändamål. Hazelius första inköp till Skansen i Stockholm skedde 1885, sedan han 1880 besökt Bexells stuga. Denna flyttades 1907 till Varberg och är sedan 2003 under namnet Bålastugan en del av länsmuseet Varbergs museum. Genom sitt initiativ är Bexell initiativtagaren till friluftsmuseitanken i Sverige. Efter Bexells död fortsatte hans hustru Cecilia museiverksamheten t.o.m. 1915. År 1916 utbjöds hans kulturhistoriska samlingar till försäljning, och på enskilt initiativ kunde de inköpas för att idag bilda grundstommen till Länsmuseet Varbergs museum.
På stenar i Torstorps skog lät han hugga in sentenser och namnen på betydande personer; dessa inskriptioner kallas idag Bexells talande stenar och är en turistattraktion.